# Acción del 1 de agosto de 1801
La acción del 1 de agosto de 1801 fue una acción de un solo barco de la Guerra de Trípoli librada entre la goleta estadounidense USS Enterprise y la polacra tripolitana Trípoli frente a la costa de la actual Libia.
Como parte del Escuadrón Mediterráneo del comodoro Richard Dale, el Enterprise había sido desplegado con la fuerza estadounidense bloqueando la Tripolitania otomana. El Enterprise, bajo el mando del teniente Andrew Sterett, había sido enviado por el comodoro Dale para reunir suministros en Malta. Mientras navegaba hacia Malta, el Enterprise se enfrentó a Trípoli, comandado por el almirante Rais Mahomet Rous. Trípoli luchó obstinadamente y fingió pérfidamente rendirse tres veces en un enfrentamiento que duró tres horas antes de que la polacra fuera finalmente capturada por los estadounidenses.
Aunque los estadounidenses habían tomado el barco, Sterett no tenía órdenes de llevar premios, por lo que se vio obligado a liberarla. Enterprise completó su viaje a Malta, y recibió honor y elogios del comodoro del escuadrón a su regreso a la flota. El éxito de la batalla elevó la moral en los Estados Unidos, ya que fue la primera victoria de ese país en la guerra contra los tripolitanos. Lo contrario ocurrió en Trípoli, donde la moral se hundió fuertemente al enterarse de la derrota de Trípoli. A pesar del triunfo de Enterprise, la guerra continuó indecisamente durante otros cuatro años.

## Antecedentes
Tras el reconocimiento de la independencia de los Estados Unidos en 1783, las primeras administraciones del nuevo país habían optado por hacer pagos de tributos a la Tripolitania otomana para proteger los intereses de la navegación comercial estadounidense en el Mar Mediterráneo. Trípoli, nominalmente un súbdito del Imperio Otomano, era prácticamente autónoma en la conducción de sus asuntos exteriores, y declararía la guerra a los estados no musulmanes cuyos barcos navegaban en el Mediterráneo para extraer tributo de ellos. En 1801, los pagos exigidos por Trípoli a los Estados Unidos se incrementaron significativamente. La administración recién elegida de Thomas Jefferson, un opositor de los pagos de tributos desde su inicio, se negó a pagar. Como resultado, Trípoli declaró la guerra a los Estados Unidos, y su armada comenzó a apoderarse de los barcos y tripulaciones estadounidenses en un intento de obligar a la administración Jefferson a acceder a sus demandas. Cuando la noticia de estos ataques contra mercantes estadounidenses llegó a Washington D. C., la administración Jefferson le dio a la Armada de los Estados Unidos la autoridad para llevar a cabo operaciones limitadas contra Trípoli. Como parte de la estrategia estadounidense, un escuadrón bajo el mando del comodoro Richard Dale fue enviado a bloquear Trípoli.
En julio de 1801, la fuerza de Dale había comenzado a quedarse sin agua. Para reponer sus suministros, Dale envió la goleta USS Enterprise, comandada por el teniente Andrew Sterett, para abastecerse en la base naval británica en Malta, mientras que el propio comodoro permaneció frente a Trípoli con la fragata USS President para mantener el bloqueo. Poco después de abandonar el bloqueo, el Enterprise se encontró con lo que parecía ser un crucero tripolitano que navegaba cerca de ella. Volando los colores británicos como una artimaña, el Enterprise se acercó al buque tripolitano y la saludó. El tripolitano respondió que estaba buscando buques estadounidenses. En este momento, el Enterprise tocó los colores británicos, izó la bandera estadounidense y se preparó para la acción.
El buque tripolitano, Trípoli y Enterprise estaban bastante igualados. Enterprise, con un complemento de 90, era una goleta de 12 cañones y 135 toneladas construida en 1799 que había visto acción en la Cuasi-Guerra. En contraste, Trípoli, una polacra tardía con dos mástiles, estaba tripulada por 80 hombres bajo el mando del almirante Rais Mahomet Rous y armada con 14 cañones. Aunque los tripolitanos tenían una ligera ventaja en potencia de fuego, el Enterprise tenía a su favor la tripulación más grande y el elemento sorpresa. Los estadounidenses también tenían mucha más experiencia en la acción de artillería que los tripolitanos, que preferían atacar abordando y apoderándose de los barcos de sus oponentes.

## Acción

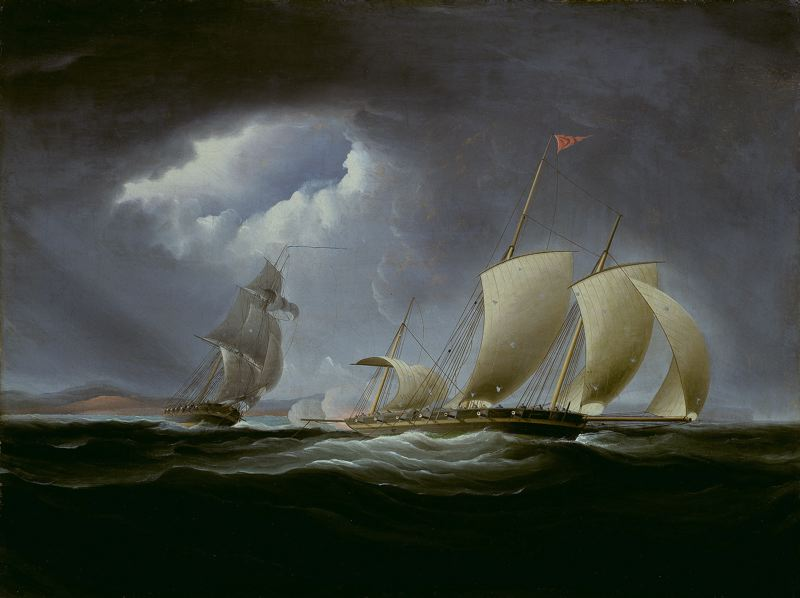
USS Enterprise persiguiendo a Trípoli. Thomas Birch, 1806

Poco después de que Sterett levantara los colores estadounidenses, hizo que sus hombres abrieran fuego contra los tripolitanos a corta distancia con mosquetes. En respuesta, Trípoli devolvió el fuego con un ataque ineficaz. Los estadounidenses devolvieron el fuego con sus propios costados, lo que llevó a Rous a romper el compromiso e intentar huir. Ni capaces de luchar contra el buque estadounidense ni superarla, los tripolitanos intentaron luchar contra el Enterprise y abordarlo. Una vez dentro del alcance del mosquete, los marines del Enterprise abrieron fuego contra Trípoli, frustrando su intento de abordaje, y obligaron a Trípoli a tratar de separarse una vez más. El Enterprise continuó el enfrentamiento, disparando más contra el barco tripolitano y haciendo un agujero en su casco.
Severamente dañada, Trípoli golpeó sus colores para indicar la rendición. Cuando el Enterprise se movió hacia el buque para aceptar su rendición, los tripolitanos izaron su bandera y dispararon contra el Enterprise. Los tripolitanos nuevamente intentaron abordar la goleta estadounidense, pero fueron repelidos por los costados y la mosquetería del Enterprise. Después de otro intercambio de disparos, los tripolitanos golpearon sus colores por segunda vez. Sterett una vez más dejó de disparar y se acercó a Trípoli. En respuesta, Rous volvió a levantar sus colores e intentó abordar Enterprise. La artillería precisa de Enterprise una vez más obligó a Trípoli a desviarse. A medida que la acción continuaba, Rous fingió pérfidamente una tercera rendición en un intento de dibujar la goleta estadounidense dentro del rango de agarre. Esta vez, Sterett mantuvo su distancia y ordenó que los cañones del Enterprise se bajaran para apuntar a la línea de flotación de la polacra, una táctica que amenazaba con hundir el barco enemigo. Los siguientes banderines estadounidenses golpearon su objetivo, causando daños masivos, desenmascarando su mástil de mizzen y reduciéndola a una condición de hundimiento. Con la mayoría de su tripulación muerta o herida, el almirante Rous herido finalmente arrojó la bandera tripolitana al mar para convencer a Sterett de poner fin a la acción.

## Secuelas
Al final de la acción, Trípoli sufrió graves daños; 30 de sus tripulantes murieron y otros 30 resultaron heridos. El primer teniente de la polaca estaba entre las bajas y el propio almirante Rous resultó herido en los combates. En lo que equivalía a una victoria estadounidense total sobre los tripolitanos, enterprise había sufrido solo daños superficiales y ninguna baja. Sterett, cuyas órdenes no le dieron la autoridad para retener premios, dejó que la polacra cojeara de regreso a Trípoli. Sin embargo, antes de liberarla, los estadounidenses cortaron los mástiles de Trípoli y la incapacitaron lo suficiente como para que apenas pudiera zarpar. Sterett luego continuó su viaje a Malta y recogió los suministros para los que fue enviado antes de regresar al bloqueo.
Después de que el Enterprise se fue, Trípoli comenzó su viaje de regreso al puerto de Trípoli. En el camino se topó con el USS President y pidió ayuda; Rous afirmó falsamente que su buque era tunecino y que había sido dañado en un enfrentamiento con un buque francés de 22 cañones. Dale sospechó de la verdadera identidad del buque y simplemente le proporcionó a Rous una brújula para que pudiera encontrar el camino de regreso a puerto. Cuando finalmente llegó a Trípoli, Rous fue severamente castigado por Yusuf Caramanli, el Pasha (gobernante) de Trípoli. Despojado de su mando, fue desfilado por las calles envuelto en entrañas de ovejas mientras estaba sentado al revés en un antes de sufrir 500 azotes.
La victoria de Enterprise sobre Trípoli tuvo consecuencias muy diferentes para las dos naciones involucradas. En Trípoli, la derrota, combinada con la severidad del castigo de Rous, dañó gravemente la moral en toda la ciudad y condujo a reducciones significativas en el reclutamiento para las tripulaciones de los barcos tripolitanos. En los Estados Unidos, ocurrió exactamente lo contrario, con una publicidad salvaje en torno a la llegada de noticias de que los estadounidenses habían ganado su primera victoria sobre los tripolitanos. El gobierno estadounidense dio un mes de pago como bonificación a cada uno de los miembros de la tripulación del Enterprise, y honró a Sterett otorgándole una espada y pidiendo su ascenso. Se escribieron obras fantasiosas sobre los estadounidenses victoriosos, y la moral y el entusiasmo por la guerra alcanzaron un punto culminante. Sin embargo, la victoria no tuvo consecuencias a largo plazo en la conducción de la guerra. El bloqueo de Dale a Trípoli fue ineficaz para evitar que los barcos entraran y salieran del puerto, y fue igualmente ineficaz para alterar la postura diplomática del pachá hacia los estadounidenses. El escuadrón de Dale fue relevado en 1802 por otro bajo Richard Morris.